# Malmö Norra kontrakt
Malmö Norra kontrakt var ett kontrakt i Lunds stift inom Svenska kyrkan. Kontraktets församlingar låg i norra Malmö kommun. Kontraktet ombildades 2017 till en del av Malmö kontrakt.
Kontraktskod var 0726. 

## Administrativ historik
Kontraktet bildades 2001 av  
hela Malmö mellersta kontrakt med
- Malmö S:t Petri församling
- Malmö S:t Pauli församling som 2014 uppgick i Malmö S:t Johannes församling
- Malmö S:t Johannes församling
- Möllevångens församling som 2002 uppgick i Möllevången-Sofielunds församling som 2014 uppgick i Malmö S:t Johannes församling
- Eriksfälts församling som 2014 uppgick i Fosie församling i Malmö Södra kontrakt
- Sofielunds församling som 2002 uppgick i Möllevången-Sofielunds församling som 2014 uppgick i Malmö S:t Johannes församling

delar av Malmö östra kontrakt med
- Kirsebergs församling som 2014 uppgick i Malmö S:t Petri församling
- Västra Skrävlinge församling som 2014 uppgick i Fosie församling i Malmö Södra kontrakt
- Husie församling som 2002 uppgick i Husie och Södra Sallerups församling som 2014 uppgick i en återbildad Husie församling
- Södra Sallerups församling som 2002 uppgick i Husie och Södra Sallerups församling som 2014 uppgick i en återbildad Husie församling